# Skamnarium complanatum
Skamnarium complanatum (Synonym: Alcyonium complanatum) ist eine Art der Achtstrahligen Korallen (Octocorallia), die ausschließlich an den Küsten der Inseln Rottnest Island und Parakeet Island in der Nähe von Perth vor der Küste des australischen Bundesstaates Western Australia vorkommt. Sie lebt dort in Tiefen von 3 bis 13 Metern.

## Merkmale
Wie fast alle Oktokorallen bildet Skamnarium complanatum Kolonien, die aus vielen Einzelpolypen mit jeweils acht Tentakeln bestehen. Die Kolonien haben einen sockelartigen Stiel auf dessen flacher Oberseite die Polypen sitzen. Eine zentrale Skelettachse fehlt. Die Polypen sind monomorph, dicht über dem Oberseite verteilt, und können sich zurückziehen. Sind die Polypen zurückgezogen, wölbt sich die Kolonieoberfläche schüsselförmig auf. Die Polypen besitzen keine Sklerite. Die Sklerite auf der Oberfläche und im Innern des Coenenchyms haben die Form relativ großer (4 mm) Stäbchen, die im Coenenchym in Längsrichtung angeordnet sind. Sie sind farblos und an einem oder beiden Enden unregelmäßig abgerundet oder gelegentlich verzweigt und dicht mit komplexen, gezackten Tuberkeln bedeckt. Der Stiel hat einen grünlichen oder bräunlichen Farbton, die mit Polypen besetzte Oberfläche ist blaugrau gefärbt. Skamnarium complanatum lebt mit Zooxanthellen in Endosymbiose und bezieht von diesen einen Teil der benötigten Nährstoffe.

## Systematik
Die Lederkorallenart wurde 1977 durch Jakob Verseveldt als Alcyonium complanatum erstmals wissenschaftlich beschrieben. Die Gattung Skamnarium mit Skamnarium complanatum als einziger Art wurde im Jahr 2000 durch den britischen Weichkorallentaxonomen Philip Alderslade eingeführt. Da sich Skamnarium complanatum morphologisch deutlich von den Gattungen der Familie Alcyoniidae unterscheidet, wurde 2022 eine eigenständige, monotypische Familie für die Art eingeführt, die Skamnariidae.